# Bryan Alton
Bryan G. Alton (5 de junho de 1919 - 18 de janeiro de 1991) foi um médico irlandês e membro do Seanad Éireann de 1965 a 1973.
Ele era o médico pessoal de Éamon de Valera. O seu tio era Ernest Alton, que também era senador.
Ele foi eleito para o 11º Seanad em 1965 pelo eleitorado da Universidade Nacional da Irlanda. Ele foi reeleito para o Seanad em 1969. Ele não contestou a eleição de Seanad de 1973.